# Горн, Арвид
Арвид Бернхард Горн (швед. Arvid Bernhard Horn; 6 апреля 1664 — 17 апреля 1742) — шведский государственный деятель периода «эры свобод», генерал-лейтенант (1704 год), граф (1706 год).

## Биография
Родился в 1664 году в усадьбе Вуорентака в Финляндии в семье полковника Густава Горна и Анны Хелены фон Герттен.
В возрасте 18 лет стал мушкетёром Лейб-гвардейского полка.
В 1687 году поступил на службу к австрийскому императору.
В 1690—1695 годах участвовал на стороне голландцев в компаниях против французов. Вернувшись на родину, получил в 1693 году чин капитана. 1696 году — капитан-лейтенант драбантов, 1700 — генерал-майор, барон.
В 1700 году участвовал в высадке шведских войск на Зеландии. Прошёл через сражения под Нарвой, на Двине, и Клишове. В двух последних был ранен.
В 1704 году Горн был произведён в генерал-лейтенанты и отправлен в качестве шведского представителя на сейм в Варшаву, на котором действовал в пользу Станислава Лещинского. После сдачи Варшавы войскам осадившего её Августа II попал в плен, но в 1705 году по обмену он был освобождён и вернулся в Швецию. В этом же году назначен королевским советником, а год спустя возведён в графское достоинство под именем Горн аф Экебюхольм.
С 1707 года исполнял обязанности воспитателя герцога Карла Фридриха Голштинского. В 1710 году занял место президента Королевской канцелярии, но навлёк на себя недовольство находившегося в Турции Карла XII, подозревавшего его в затягивании вопроса о присылки подкреплений в Померанию.
После смерти Карла XII активно выступал за ограничение королевской власти в пользу риксдага. В 1719 году подал в отставку с поста президента Канцли-коллегии, на что королева дала своё согласие, уволив его заодно и с поста члена риксрода.
На риксдаге 1720 года был избран сословиями лантмаршалом. После восшествия на престол Фредрика I (1720) Горн вновь получил должность президента Канцли-коллегии и вошёл в состав риксрода. Выступал за окончание войны с Россией и восстановление экономики страны.
В 1724 году заключил оборонительный союз с Россией. Проводил политику меркантилизма.
В 1726 году активно действовал в пользу присоединения Швеции к Ганноверскому союзу (Франция, Англия), направленному против Австрии, Испании и России.
На риксдагах 1726—1727 и 1731 годов дважды избирался лантмаршалом. Будучи трезвомыслящим политиком, в 1735 году сумел добиться возобновления союзного договора с Россией. На риксдаге 1738—1739 годов его сторонники потерпели поражение, и к власти пришла партия «шляп», жаждавшая реванша за поражение в Северной войне.
В декабре 1738 года Горн был вынужден подать в отставку. После этого он удалился в своё имение Экебюхольм в Уппланде, где и скончался 17 апреля 1742 года.

## Семья
Был трижды женат.
- Первый брак (1696—1703): Анна Беата Эренстеен (ок. 1669—1703) — дочь королевского советника Эдварда Эренстеена и Катарины Валленстедт

дети:
- Карл (род. и умер 1699);
- Карл Фридрих (1700—1707);

- Второй брак (1705—1708): Инга Тёрнфлюкт (умерла в 1708 году) — дочь коммерц-советника Улофа Тёрнфлюкта и Маргареты Андерсен. Детей от этого брака не было.

- Третий брак (1710—1740)— графиня Маргарета Юлленшерна (умерла в 1740 году) — дочь королевского советника, фельдмаршала, графа Нильса Юлленшерна и графини Анны Кристины Юлленшерн.

дети:
- Нильс Густав (1712—1714);
- Ульрика Анна (1713—1714);
- Эва (1716—1790) — замужем за государственным советником, генералом, графом Акселем Лёвеном;
- Адам (1717—1778) — государственный советник, маршал;
- Фредрика Элеонора (1721—1750) — замужем за камергером, лагманом, графом Густавом Леонардом Стенбоком.

## Источник
- Svenskt biografiskt handlexikon. Stockholm, 1906.